# Kredithürde
Die Kredithürde ist ein monatlich vom ifo Institut erstellter Indikator zur Kreditvergabe der Banken.

## Elemente
Seit dem Sommer 2003 befragt das ifo Institut in seinem regelmäßigen „ifo Konjunkturtest“ Unternehmen in Deutschland nach der Kreditvergabe der Banken. Die Umfrage umfasst den Groß- und Einzelhandel, das Bauhauptgewerbe sowie das verarbeitende Gewerbe.
Für die Berechnung der Kredithürde werden die Unternehmen gebeten, ihr Urteil auf folgende Frage abzugeben: „Wie beurteilen Sie zur Zeit die Bereitschaft der Banken, Kredite an Unternehmen zu vergeben?“. Dabei werden den Unternehmen die möglichen Antworten „entgegenkommend“, „normal“ und „restriktiv“ angeboten. Die Kredithürde gibt den Anteil der Unternehmen an, die die Kreditvergabe als restriktiv empfinden. Die Ergebnisse werden gesamt und nach Unternehmensgröße publiziert. Die Einteilung in Unternehmensgrößenklassen basiert auf den Empfehlungen der Kommission der Europäischen Union. Als große Unternehmen gelten dort jene mit mehr als 249 Mitarbeitern oder einem Jahresumsatz von über 50 Mio. Euro. Kleine Unternehmen sind solche mit weniger als 50 Mitarbeitern oder höchstens 10 Mio. Euro Jahresumsatz.

## Hintergrund
Die Frage nach der Kreditvergabe wurde im Jahr 2003 vom ifo Institut wegen der damals akuten Schwierigkeiten des deutschen Bankensystems und nach einer umfassenden Analyse der japanischen Bankenkrise in den ifo Konjunkturtest eingefügt.
Wegen der seit Herbst 2008 akuten Krise des Finanzsystems wurde diese Frage seit November 2008 monatlich den Teilnehmer des ifo Konjunkturtest gestellt. Zuvor erfolgte die Befragung etwa halbjährlich.

## Interpretation
Bewertet über die Hälfte der befragten Unternehmen die Kreditvergabe der Banken als restriktiv, wird von einer Kreditklemme für diese Unternehmensgruppe gesprochen.